# Olympische Sommerspiele 1948/Teilnehmer (Afghanistan)
| Gelbes Symbol für Goldmedaillen mit stilisierten Olympischen Ringen | Graues Symbol für Silbermedaillen mit stilisierten Olympischen Ringen | Braundes Symbol für Bronzemedaillen mit stilisierten Olympischen Ringen |
| ------------------------------------------------------------------- | --------------------------------------------------------------------- | ----------------------------------------------------------------------- |
| —                                                                   | —                                                                     | —                                                                       |

Afghanistan nahm bei den XIV. Olympischen Sommerspielen 1948 in London zum zweiten Mal an Olympischen Spielen teil. Das Land war mit seiner Fußball- und seiner Hockeynationalmannschaft vertreten. Insgesamt traten 29 Athleten zu den Wettkämpfen an.

## Teilnehmer nach Sportarten

### Fußball
- Afghanische Fußballnationalmannschaft → ausgeschieden in der Vorrunde
Mohammad Anwar Afzal
Abdul Ghafoor Assar
Abdul Ghani Assar
Abdul Shakur Azimi
M. Azimi
Yar Mohamed Barakzai
Mohamed Ibrahim Gharzai
Abdul Ahat Kharot
Mohamad Anwar Kharot
A. Mohamedzai
M. Sadat
Abdul Hamid Tajik
Abdul Ghafoor Yusufzai
Mohammed Sarwar Yusufzai

### Hockey
- Afghanische Hockeynationalmannschaft → ausgeschieden als Dritter der Vorrunde
Mohammad Attai
G. Jagi
Mohammad Khogaini
Bakhteyar Gulam Mangal
Abdul Jahan Nuristani
Abdul Kadir Nuristani
Din Mohammad Nuristani
Jahan Gulam Nuristani
Mohammad Amin Nuristani
Mohammad Jahan Nuristani
Mohammad Kadir Nuristani
Ahamad Tajik
Nasrullah Totakhail
Ahmad Yusufzai